# Caradrina armeniaca
Caradrina armeniaca är en fjärilsart som beskrevs av Charles Boursin 1936. Caradrina armeniaca ingår i släktet Caradrina och familjen nattflyn. Inga underarter finns listade i Catalogue of Life.